# Vincent Mensah
Vincent Mensah (* 19. Juli 1924 in Cotonou, Benin; † 10. März 2010 in Paris, Frankreich) war römisch-katholischer Bischof von Porto-Novo.

## Leben
Vincent Mensah empfing am 21. Dezember 1952 das Sakrament der Priesterweihe. Er war erster Professor für Kanonisches Recht, Fundamentaltheologie und Apologetik am Kleinen Seminar von Ouidah und von 1961 bis 1965 am Priesterseminar in Ouidah.
Am 21. September 1970 ernannte ihn Papst Paul VI. zum Bischof von Porto Novo. Paul Kardinal Zoungrana MAfr, Erzbischof von Ouagadougou in Burkina Faso, spendete ihm am 19. Dezember 1970 die Bischofsweihe; Mitkonsekratoren waren Robert-Casimir Tonyui Messan Dosseh-Anyron, Erzbischof von Lomé in Togo, und Bernardin Gantin, Bischof von Cotonou.
Papst Johannes Paul II. nahm am 29. Januar 2000 seinen Rücktritt aus Altersgründen an. Er starb auf einer Reise in Paris an den Folgen eines Schlaganfalls.